# Grußbotschaften auf der Voyager Golden Record
Die Grußbotschaften auf der Voyager Golden Record bildet den zweiten Abschnitt auf der interstellaren Datenplatte. Es wurden Grüße in 55 verschiedenen Sprachen hierfür ausgewählt (deutscher Text: „Herzliche Grüße an alle“).
Neben diesen 55 Tonaufzeichnungen gibt es auch eine Audio-Grußbotschaft des damaligen UN-Generalsekretärs Kurt Waldheim, sowie eine schriftliche des damaligen Präsidenten der Vereinigten Staaten von Amerika, Jimmy Carter, auf der Platte.

## Auswahl der Sprachen und deren Sprecher
Die Wissenschaftler, die sich um die Auswahl der Sprachen für die Voyager Golden Record bemühten, versuchten, die von der Mehrzahl der Erdbewohner gesprochenen Sprachen aufzunehmen. Die gesamten Vorbereitungen und technischen Arbeiten mussten in einem Zeitraum von wenigen Wochen bewältigt werden. Steven Soter von der Cornell University stellte hierfür eine Liste der meistgesprochenen Sprachen der Erde zur Verfügung. Carl Sagan schlug daraufhin vor, mindestens die ersten 25 Sprachen, die die Liste anführten aufzunehmen, sollte danach noch genügend Zeit und Platz auf der Platte sein, sollten möglichst viele weitere Sprachen hinzukommen. Um die Koordination der Aufnahmetermine und das Finden der entsprechenden Sprecher kümmerten sich Shirley Arden, Wendy Gradison, Steven Soter und Linda Salzman Sagan.
Die Sprecher der Grußbotschaften wurden wegen ihrer fließenden Beherrschung der jeweiligen Sprache, also hauptsächlich Muttersprachler, und nicht wegen irgendwelcher spezieller wissenschaftlicher Kenntnisse ausgesucht. Sie erhielten keinerlei Anweisungen, was sie sagen sollten, sondern lediglich den Hinweis, dass der Gruß an mögliche Außerirdische ginge und dass die Grußbotschaft kurz sein müsste. Von den 55 Sprachen werden vier nicht mehr gesprochen, sie wurden wegen ihrer historischen Bedeutung ausgewählt. Dazu zählen Akkadisch, Hethitisch, Sumerisch und Latein.
Die Grüße wurden am 8. und 13. Juni 1977 im Verwaltungsgebäude der Cornell University aufgenommen, relativ kurz vor dem Start der ersten Raumsonde des Voyager-Programms am 20. August desselben Jahres. Die wartenden Sprecher hörten in einem Büro neben dem Aufnahmestudio die Grußbotschaften der anderen Sprecher, um dadurch eine entsprechende Kameradschaft zu fördern. Durch kurzfristige Ausfälle von entsprechenden Sprechern konnten einige Sprachen, beispielsweise Kisuaheli, nicht aufgenommen werden und fehlen daher auf der Platte.
Die Gruppe der Wissenschaftler, die sich mit den Grußbotschaften beschäftigte, war sich der Tatsache bewusst, dass wahrscheinlich selbst die gewissenhaftesten Fremdsprachenkenner die Sprachen nicht entziffern können. Auf der Platte war nicht genug Platz vorhanden, um eine Art Stein von Rosette mit Hinweisen zur Entschlüsselung der Botschaften mitzuliefern. Während des gesamten Voyager-Projektes beruhten alle Entscheidungen auf der Annahme, dass es zweierlei Publikum gebe, für das diese Botschaft ausgearbeitet wurde: Zum einen für die Erdbewohner und zum anderen für jene, die irgendwo im Weltall existieren.

## Liste der Grußbotschaften
In der nachfolgenden Tabelle sind die Grußbotschaften in der Reihenfolge, wie sie sich auf der Platte befinden, angegeben.
Legende
- Reihenfolge: Position auf der Datenplatte
- Sprache: In der Spalte Sprache ist die entsprechende Sprache verlinkt.
- Wortlaut der Grußbotschaft: In der entsprechenden Originalsprache, die dortige Verlinkung führt auf die entsprechende Audio-Datei die auf den Web-Seiten der NASA zur Verfügung gestellt wird.
- Deutsche Übersetzung: Es folgt eine Übersetzung in die deutsche Sprache.
- Sprecher: Name der Person, die die Grußbotschaft in der Originalsprache gesprochen hat.
- Die Sprache wird von … Mio. gesprochen: gibt Auskunft über die Anzahl der Bevölkerung, die diese Sprachen Ende der 1970er Jahre gesprochen haben, gleiches gilt für den Prozentanteil zur Weltbevölkerung.
- %-Anteil der Weltbevölkerung: ähnlich wie eins oben drüber.

| Reihenfolge | Sprache             | Wortlaut der Grußbotschaft | Deutsche Übersetzung | Sprecher                         | Die Sprache wird von … Mio. gesprochen | %-Anteil der Weltbevölkerung                     |
| ----------- | ------------------- | --- | --- | -------------------------------- | -------------------------------------- | ------------------------------------------------ |
| 1.          | Sumerisch           | Silima kheme | Mögen alle gesund sein. | David I. Owen                    | 0,0002 (also ca. 200 Spezialisten)     | –                                                |
| 2.          | Altgriechisch       | | Grüße an Euch, wer immer Ihr seid. Wir kommen in Freundschaft zu denen, die unsere Freunde sind.                                                                                         | Frederick M. Ahl                 | 10                                     | 0,2                                              |
| 3.          | Portugiesisch       | Paz e felicidade a todos. | Frieden und Glück Euch allen. | Janet Sternberg                  | 133                                    | 3,3                                              |
| 4.          | Kantonesisch        | 各位好嗎？祝各位平安健康快樂.                                                                                                   | Hallo wie geht es Euch? Wünschen Euch Frieden, Gesundheit und Glück. | Stella Fessler                   | 48                                     | 1,2                                              |
| 5.          | Akkadisch           | Adannish lu shulmu. | Möge es allen sehr gut gehen. | David I. Owen                    | 0,0005                                 | – wurde in Mesopotamien (500 v. Chr.) gesprochen |
| 6.          | Russisch            | Здравствуйте! Приветствую Вас!                                                                                                  | Seid gegrüßt! Ich heiße euch willkommen. | Maria Rubinowa                   | 246                                    | 6,1                                              |
| 7.          | Thai                | สวัสดีค่ะ สหายในธรณีโพ้น พวกเราในธรณีนี้ขอส่งมิตรจิตมาถึงท่านทุกคน                                                                            | Wir von dieser Welt senden Euch unsere Freundschaft. | Ruchira Mendiones                | 35                                     | 0,8                                              |
| 8.          | Arabisch            | .تحياتنا للأصدقاء في النجوم. يا ليت يجمعنا الزمان Taḥiyyātunā li-l-aṣdiqāʾ fī n-nuǧūm. Yā laita yaǧmaʿunā z-zamān.              | Grüße an unsere Freunde auf den Sternen. Wir würden Euch gern einmal treffen. | Amahl Shakhashiri                | 134                                    | 3,3                                              |
| 9.          | Rumänisch           | Salutări la toată lumea. | Grüße an alle. | Sanda Huffman                    | 22                                     | 0,5                                              |
| 10.         | Französisch         | Bonjour tout le monde. | Guten Tag allerseits. | Alexandra Littauer               | 95                                     | 2,5                                              |
| 11.         | Birmanisch          | | Geht es Euch gut? | Maung Myo Lwin                   | 24                                     | 0,6                                              |
| 12.         | Hebräisch           | Schalom | Frieden. | David L. Owen                    | 3                                      | 0,07                                             |
| 13.         | Spanisch            | Hola y saludos a todos. | Hallo und Grüße Euch allen. | Erik J. Beukenkamp               | 225                                    | 5,6                                              |
| 14.         | Indonesisch         | Selamat malam hadirin sekalian, Selamat berpisah, Sampai bertemu lagi dilain waktu.                                             | Gute Nacht, meine Damen und Herren. Lebt wohl und auf Wiedersehen das nächste Mal. | Ilyas Harun                      | 101                                    | 2,5                                              |
| 15.         | Quechua             | Kay pachamanta pitapas maytapas rimapayastin, runa simipi.                                                                      | Hallo an alle von dieser Erde in Quechua-Sprache. | Fredy Amílcar Roncalla Fernández | 7                                      | 0,17                                             |
| 16.         | Pandschabi          | | Willkommen daheim. Es ist eine Freude, Euch zu empfangen. | Jatinder N. Paul                 | 58                                     | 1,4                                              |
| 17.         | Hethitisch          | Ashshuli | Heil! | David I. Owen                    | 0,0002                                 | – Anatolien (bis 1200 vor Christus)              |
| 18.         | Bengali             | | Hallo! Möge überall Frieden herrschen. | Subrata Mukherjee                | 131                                    | 3,7                                              |
| 19.         | Latein              | Salvete quicumque estis; bonam erga vos voluntatem habemus, et pacem per astra ferimus.                                         | Grüße an Euch, wer immer Ihr seid: Wir sind Euch wohlgesinnt und bringen Frieden zu den Sternen.                                                                                         | Frederick M. Ahl                 | –                                      | –                                                |
| 20.         | Aramäisch           | Shalám. | Frieden! | David I. Owen                    | 0,03                                   | –                                                |
| 21.         | Niederländisch      | Hartelijke groeten aan iedereen.                                                                                                | Herzliche Grüße an alle. | Joan de Boer                     | 20                                     | 0,4                                              |
| 22.         | Deutsch             | Herzliche Grüße an alle. | Herzliche Grüße an alle. | Renate Born                      | 120                                    | 3,0                                              |
| 23.         | Urdu                | اسلام و عليکم ـ ہم زمين کے رہنے والوں کى طرف سے آپ کو خوش آمديد کہتے ھيں                                                        | Frieden für Euch. Wir Bewohner dieser Erde senden Euch unsere Grüße. | Salma Alzal                      | 60                                     | 1,5                                              |
| 24.         | Vietnamesisch       | Chân thành gửi tới các bạn lời chào thân hữu                                                                                    | Senden Euch aufrichtig unsere freundlichen Grüße. | Tran Trong Hai                   | 38                                     | 0,9                                              |
| 25.         | Türkisch            | Sayın Türkçe bilen arkadaşlarımız, sabah şerifleriniz hayrolsun!                                                                | Liebe türkischsprechende Freunde, mögen die Ehrenbezeigungen des Morgens über Euren Häuptern sein.                                                                                       | Peter Ian Kuniholm               | 41                                     | 1,0                                              |
| 26.         | Japanisch           | こんにちは。お元気ですか? (Konnichiwa. O genki desu ka?)                                                                        | Hallo. Wie geht es Euch? | Mari Noda                        | 113                                    | 2,8                                              |
| 27.         | Hindi               | धरती के वासियों की ओर से नमस्कार | Grüße von den Bewohnern dieser Welt. | Omar Alzal                       | 180                                    | 4,4                                              |
| 28.         | Walisisch           | lechyd da i chwi yn awr ac yn oes oesoedd.                                                                                      | Gute Gesundheit für Euch jetzt und immer. | Frederick M. Ahl                 | 0,6                                    | 0,01                                             |
| 29.         | Italienisch         | Tanti auguri e saluti. | Viele Glückwünsche und Grüße. | Debby Grossvogel                 | 61                                     | 1,5                                              |
| 30.         | Singhalesisch       | ආයුබෝවන් | Grüße! | Kamal de Abrew                   | 11                                     | 0,3                                              |
| 31.         | Zulu                | Siya nibingelela maqhawe sinifisela inkonzo ende.                                                                               | Wir grüßen Euch, Ihr Großen. Wir wünschen Euch ein langes Leben. | Fred Dube                        | 5                                      | 0,1                                              |
| 32.         | Sotho               | Reani lumelisa marela. | Wir grüßen Euch, Ihr Großen! | Fred Dube                        | 5                                      | 0,1                                              |
| 33.         | Wu                  | | Euch allen die besten Wünsche. | Yvonne Meinwald                  | 43                                     | 1,1                                              |
| 34.         | Armenisch           | Բոլոր անոնց, որ կգտնվին տիեզերգի միգամածությունեն անդին ողջույններ                                                              | Grüße an alle, die im Weltall leben. | Araxy Terzian                    | 4                                      | 0,1                                              |
| 35.         | Koreanisch          | 안녕하세요 | Wie geht es Euch? | Soon Hee Shin                    | 55                                     | 1,4                                              |
| 36.         | Polnisch            | Witajcie, istoty z zaświatów!                                                                                                   | Willkommen, Ihr Geschöpfe jenseits unseres Kosmos. | Maria Nowakowska-Stykos          | 36                                     | 0,9                                              |
| 37.         | Nepali              | प्रिथ्वी वासीहरु बाट शान्ति मय भविष्य को शुभकामना                                                                                                | Wir Erdbewohner wünschen Euch eine friedliche Zukunft. | Durga Prashad Ojha               | 10                                     | 0,2                                              |
| 38.         | Mandarin-Chinesisch | 各位都好吧？我们都很想念你们，有空请到这来玩.                                                                                   | Hoffen, Euch allen geht es gut. Wir denken an Euch alle. Bitte, kommt hierher und besucht uns, wenn Ihr Zeit habt!                                                                       | Liang Ku                         | 670                                    | 16,7                                             |
| 39.         | Ila                 | Mypone kaboutu noose. | Wir wünschen Euch alles Gute. | Saul Moobala                     | 0,75                                   | 0,02                                             |
| 40.         | Schwedisch          | Hälsningar från en dataprogrammerare i den lilla universitatsstaden Ithaca på planeten jorden.                                  | Grüße von einer Computerprogrammiererin in der kleinen Universitätsstadt Ithaca auf dem Planeten Erde.                                                                                   | Gunnel A. Schaar                 | 10                                     | 0,2                                              |
| 41.         | Nyanja              | Mulibwanji imwe boonse bantu bakumwamba.                                                                                        | Wie geht es Euch allen auf anderen Planeten? | Saul Moobola                     | 3                                      | 0,07                                             |
| 42.         | Gudscharati         | | Grüße von einem Menschen auf der Erde. Bitte, nehmt Kontakt mit uns auf! | Radhekant Dave                   | 31                                     | 0,7                                              |
| 43.         | Ukrainisch          | Пересилаємо привіт із нашого світу, бажаємо щастя, здоров'я і многая літа                                                       | Wir senden Grüße aus unserer Welt, wünschen Euch Glück, Gesundheit und ein langes Leben.                                                                                                 | Andrew Cehelsky                  | 42                                     | 1,0                                              |
| 44.         | Persisch            | درود بر ساکنین ماورای آسمان‌ها بنی آدم اعضای یکدیگرند که در آفرینش ز یک گوهرند چو عضوی بدرد آورد روزگار، دگر عضوها را نماند قرار | Hallo an die Bewohner ferner Himmel. Der Mensch ist Teil eines Ganzen In der Schöpfung von einer Essenz und Seele Wenn ein Glied mit Schmerz behaftet ist Bleiben andere Glieder unruhig | Eshagh Samehyed                  | 26                                     | 0,6                                              |
| 45.         | Serbokroatisch      | Желимо вам све најлепше са наше планете                                                                                         | Wir wünschen alles Gute von unserem Planeten. | Milan M. Smiljanic               | 19                                     | 0,4                                              |
| 46.         | Oriya               | | Grüße an die Bewohner des Weltalls von der Erde, dem dritten Planeten des Sterns Sonne.                                                                                                  | Raghaba Prasada Sahu             | 24                                     | 0,5                                              |
| 47.         | Ganda               | Musulayo mutya abantu bensi eno mukama abawe emirembe bulijo.                                                                   | Grüße an alle Völker des Weltalls. Gott gebe Euch immerdar Frieden. | Elijah Mwima-Mudeenya            | 3                                      | 0,07                                             |
| 48.         | Marathi             | नमस्कार. ह्या पृथ्वीतील लोक तुम्हाला त्यांचे शुभविचार पाठवतात आणि त्यांची इच्छा आहे की तुम्ही ह्या जन्मी धन्य व्हा.                                                      | Grüße: Die Menschen der Erde senden ihre guten Wünsche. | Arati Pandit                     | 53                                     | 1,4                                              |
| 49.         | Amoy                | | Freunde im Weltraum, wie geht es Euch allen? Habt Ihr schon gegessen? Kommt und besucht uns, wenn Ihr Zeit habt.                                                                         | Margaret Sook Ching See Gebauer  | 30                                     | 0,7                                              |
| 50.         | Ungarisch           | Üdvözletet küldünk magyar nyelven minden békét szerető lénynek a világegyetemen.                                                | Wir senden Grüße in ungarischer Sprache an alle friedlichen Wesen im Weltall. | Elisabeth Bilson                 | 13                                     | 0,3                                              |
| 51.         | Telugu              | నమస్కారం. తెలుగు ప్రజల తరపున అభినందనలు. | Grüße: Die besten Wünsche von telugusprechenden Menschen. | Prasad Kodukula                  | 53                                     | 1,4                                              |
| 52.         | Tschechisch         | Mily pratele, prejeme vam vse nejlepsi.                                                                                         | Liebe Freunde, wir wünschen Euch das Beste. | V. O. Kostroun                   | 11                                     | 0,2                                              |
| 53.         | Kanaresisch         | ನಮಸ್ತೆ, ಕನ್ನಡಿಗರ ಪರವಾಗಿ ಶುಭಾಷಯಗಳು. | Grüße im Namen der kanaresischsprechenden Menschen. Gute Wünsche! | Shrinivasa K. Upadhyaya          | 29                                     | 0,7                                              |
| 54.         | Rajasthani          | | Hallo an alle. Wir sind hier glücklich, und Ihr seid dort glücklich. | Mool C. Gupta                    | 22                                     | 0,5                                              |
| 55.         | Englisch            | Hello from the children of the planet Earth.                                                                                    | Hallo von den Kindern des Planeten Erde. | Nick Sagan                       | 369                                    | 9,2                                              |

## Weitere Grußbotschaften

### UN-Generalsekretär
„Als Generalsekretär der Vereinten Nationen, einer Organisation mit 147 Mitgliedsstaaten, die fast alle Bewohner des Planeten Erde repräsentieren, sende ich Grüße im Namen der Menschen unseres Planeten. Wir treten aus unserem Sonnensystem in das Weltall und suchen nur Frieden und Freundschaft, um zu lehren, wenn man sich an uns wendet, und zu lernen, wenn es das Glück will. Wir wissen sehr wohl, daß unser Planet und all seine Bewohner nur ein kleiner Teil des unermeßlichen Weltraums sind, der uns umgibt, und wir unternehmen diesen Schritt in Demut und Hoffnung.“

### Präsident der Vereinigten Staaten
„Diese Voyager-Raumkapsel wurde von den Vereinigten Staaten von Amerika gebaut. Wir sind eine Gemeinschaft von 240 Millionen Menschen unter den über 4 Milliarden, die den Planeten Erde bewohnen. Wir Menschen sind noch in nationalen Staaten unterteilt, aber diese Staaten werden bald eine einzige, globale Zivilisation sein.
 Wir schicken diese Botschaft ins Weltall. Wahrscheinlich wird sie auch noch 1 Milliarde Jahre nach uns leben, wenn unsere Zivilisation sich zutiefst verändert und die Oberfläche der Erde sich weitgehend verwandelt haben wird. Von den 200 Millionen Sternen der Milchstraße haben vielleicht einige - eventuell viele - bewohnte Planeten und der Raumfahrt kundige Zivilisationen. Sollte eine solche Zivilisation die Voyager-Kapsel auffangen und diese auf eine Bild-Ton-Platte aufgenommene Botschaft verstehen, so lautet sie folgendermaßen:
 Dies ist ein Geschenk von einer kleinen, fernen Welt, ein Zeugnis unserer Geräusche, unserer Wissenschaft, unserer Bilder, unserer Musik, unseres Denkens und unseres Fühlens. Wir versuchen, unsere Zeit zu überleben, so daß wir in eurer leben können. Wir hoffen, nach der Lösung unserer gegenwärtigen Probleme einmal einer Gemeinschaft von Milchstraßen-Zivilisationen beizutreten. Diese Platte soll für unsere Hoffnung unsere Entschlossenheit sprechen sowie für unsere Bereitwilligkeit inmitten eines unermeßlichen, ehrfurchtgebietenden Universums.“